# Kalven (Sätila socken, Västergötland)
Kalven är en sjö i Marks kommun i Västergötland och ingår i Kungsbackaåns huvudavrinningsområde. Sjön är 18 meter djup, har en yta på 0,231 kvadratkilometer och är belägen 57,2 meter över havet. Sjön avvattnas av vattendraget Kungsbackaån (Lindomeån).

## Delavrinningsområde
Kalven ingår i det delavrinningsområde (639238-129298) som SMHI kallar för Inloppet i Västra Ingsjön. Medelhöjden är 110 meter över havet och ytan är 2,14 kvadratkilometer. Räknas de 3 avrinningsområdena uppströms in blir den ackumulerade arean 46,79 kvadratkilometer. Avrinningsområdets utflöde Kungsbackaån (Lindomeån) mynnar i havet. Avrinningsområdet består mestadels av skog (86 procent). Avrinningsområdet har 0,23 kvadratkilometer vattenytor vilket ger det en sjöprocent på 10,7 procent.